# 鋼鉄の騎士
『鋼鉄の騎士』（こうてつのきし）は、1991年1月25日にジェネラル・サポートより発売された、戦車や自走砲による機甲戦をテーマとした戦術級のウォー・シミュレーションゲーム。第二次世界大戦のドイツ機甲師団を操作し、枢軸軍を勝利に導く。2002年7月12日に発売された『鋼鉄の騎士II』（こうてつのきしつー）についても本項で述べる。
1993年2月19日にはアスミックよりスーパーファミコン版が発売された。スーパーファミコン版としては、1994年1月28日に『鋼鉄の騎士2』、1995年1月27日に『鋼鉄の騎士3』も発売されたが、これらは『鋼鉄の騎士』の別シナリオバージョンであり、後述のWindows向けの『鋼鉄の騎士II』とは無関係である。

## 概要
『鋼鉄の騎士』は、戦車や自走砲による機甲戦をテーマとした戦術級のウォー・シミュレーションゲームである。敵味方2つの陣営の間で戦闘が発生する。各ショートシナリオにおける固有の戦闘形態として、遭遇戦・突破戦・防衛戦の3種類が設定されている。遭遇戦は単純に戦車同士が戦闘を行い終了時に生存数の多い陣営の勝利となる。突破戦はマップ上のスタート地点の反対側に通過ポイントが設定されており、敵の攻撃をかわして通過ポイントに到達した車両数が多ければ勝利となる。防衛戦は突破を仕掛けてくる敵陣営を迎え撃ち、敵の車両をいかに通過ポイントまで到達させず撃破するかで勝敗が判定される。
ターン制であり、プレイヤー陣営のそのターンにおける行動（移動や攻撃）を指定し終わると、相手陣営（CPUやもう1人のプレイヤー）も同じく行動を指定し（「プロット」と称する）、その後その両者の指定した行動が同時に実行に移されどのような戦闘結果が発生するかを眺める（「実行」と称する）。このターンを繰り返し、そのショートシナリオの指定ターン数が経過すると戦闘終了となって勝敗が判定される。
両陣営は、それぞれ最大20両までの戦車中隊単位の車両が参加し、プレイヤーは中隊長としてすべての車両に行うべき行動の指示を行う。
通常はプレイヤーとCPUが対戦する1人プレイであるが、PC版には1台のPCを2人で交互に操作する2人対戦モードもあったほか、2台のPCをRS-232C端子のリバースケーブルで接続して通信対戦を行うことも可能であった。

## 鉄十字章
PC版向けの追加シナリオ集として『鉄十字章』（てつじゅうじしょう）が発売されていた。史実戦シナリオ10本と仮想戦シナリオ10本の合計20本を収録し、ソフトベンダーTAKERUによる自動販売のみで販売された。

## 鋼鉄の騎士II
『鋼鉄の騎士II』は、『鋼鉄の騎士』のバージョンアップであり、基本的なゲームシステムは維持しながら、戦車のグラフィックをカラー対応として史実の迷彩塗装を表示できるようにした他、収録車両数も153車種と増加、ヨーロッパ戦線に加え、ルソン島（フィリピン）における日本対アメリカのシナリオも収録された。また、プラットフォームがWindows 95以降となった。
値下げを行った廉価版が2005年12月9日に、文庫サイズパッケージとした文庫版が2013年7月12日およびそのダウンロード版が同7月24日に発売された。